# Paradise (Benny Benassi e Chris Brown)
Prardise è un brano musicale del deejay italiano Benny Benassi e del cantante statunitense Chris Brown, estratto come singolo d'anticipazione dall'album Danceaholic il 31 marzo del 2016.

## Il brano

### Composizione
Il brano è stato scritto da Brown, Benny Benassi, Daniel Daley, Alessandro Benassi e Stephen Kozmeniuk. Brown e Benassi hanno collaborato per la prima volta nel singolo Beautiful People nel 2010, poi Benassi produsse un brano per Brown nel 2012, ovvero Don't Wake Me Up, e successivamente, come dichiarato da Brown in un'intervista fatta da Billboard, i due artisti volevano ricreare qualcosa che potesse soddisfare i fan che hanno in comune, dicendo che in Paradise loro credono di esserci riusciti.
Una demo della canzone trapelò al pubblico nell'agosto del 2015 su SoundCloud. Successivamente nel marzo del 2016 Brown postò sul suo profilo Instagram foto di lui e Benassi durante la registrazione del video musicale del brano. Infine il brano venne pubblicato some singolo il 31 marzo del 2016.

### Stile musicale
Il brano presenta sonorità soft che si vivacizzano nel ritornello, ed ha uno stile europop con una base che spazia dall'EDM all'electro house, cose che rimandano al dance-pop in voga nel periodo 2009-2011.

## Tracce
- Digital download[11]

1. Paradise – 3:53

## Classifiche
| Classifica (2016) | Posizione più alta |
| ----------------- | ------------------ |
| Belgio (Fiandre)  | 21                 |
| Belgio (Vallonia) | 44                 |
| Irlanda           | 30                 |
| Regno Unito       | 40                 |
| Slovacchia        | 70                 |